# Boris Ziwès
Boris Raymond Ziwès (né à Paris le 5 juillet 1913 et mort à Fort-de-France (Martinique) le 31 janvier 1976) est un architecte français.
Diplômé par le gouvernement et ancien élève de l'École nationale des beaux-arts de Paris, Boris Ziwès travaille à partir de 1951 en Guyane puis à la Martinique comme architecte départemental et architecte privé. Il participe au développement du style moderne dans ces nouveaux départements d'outre-mer, exprimant principalement son art dans la construction d'édifices scolaires, sanitaires, administratifs et de logements économiques pour fonctionnaires et particuliers. Généralisant l'usage du béton armé comme matériau porteur, il repense les principes architecturaux de ventilation et de protection contre la chaleur. Il est l'une des figures majeures de la départementalisation en Guyane.

## Biographie
Fils d'Alexandre Ziwès, architecte, et d'Esther Tzetline, originaires de Russie et naturalisés français, Boris Ziwès naît le 5 juillet 1913 au 7, rue Barye dans le 17e arrondissement de Paris.
Il fait ses études au lycée Michelet, puis intègre l'École nationale supérieure des beaux-arts de Paris en 2e classe le 10 juillet 1934 (matricule 9744).
Caporal-chef du Génie de réserve, il est mobilisé en 1939, fait prisonnier de guerre du 2 juillet 1940 au 10 juillet 1943. Il est remobilisé d'avril 1944 à avril 1945 à la mission française de rapatriement comme interprète russe. Il poursuit sa formation aux Beaux-Arts en 1re classe à partir du 17 juillet 1944. Il sort diplôme le 18 juin 1947, son sujet d'examen étant Un institut de beauté aux portes de Paris (promotion 198),.
De 1947 à 1949, il exerce pour la Société des Chocolats Menier, où son père Alexandre est architecte gérant. Il travaille également pour la Ligue française de l'enseignement, l'ambassade d'Irlande et la Mission française d'archéologie en Iran à Suse (1949-1950).

### Vie privée
Boris Ziwès s'est marié trois fois et a divorcé deux fois :
- à Paris dans le 16e arrondissement, le 5 octobre 1937, avec Suzanne Bonina Nahon[5], dont il divorce par jugement du tribunal de la Seine le 6 mai 1946 ;
- à Issy-les-Moulineaux, le 3 août 1946, avec Colette Mathilde Ouzilou, dont il divorce par jugement du tribunal civil de Cayenne le 4 juillet 1957 ;
- à Rémire, le 19 décembre 1957, avec Claude Marie Marthe Inès Nonnon[6].

Il est inhumé au cimetière de Rémire, commune de Rémire-Montjoly, aux côtés de ses beaux-parents, Eugène et Alice Nonnon.
Passionné de théâtre, il participe régulièrement aux tournées en Guyane de la troupe de Jean Gosselin. Il initie jeunes et adultes à la pratique théâtrale. Il noue des liens d'amitié avec l'écrivain guyanais Léon-Gontran Damas[réf. nécessaire].

## Œuvre architecturale

### Guyane
Boris Ziwès signe un contrat de louage de services avec le préfet de Guyane, Robert Vignon, en décembre 1950, tant pour le compte de la préfecture que pour celui du département de la Guyane. Ce contrat signé pour deux ans à compter de son arrivée en Guyane le charge des études et des projets de construction et d'entretien des édifices départementaux, de la surveillance des travaux et de la vérification des mémoires de chantier. Il est, en outre, investi de l'instruction des demandes de permis de construire. Il est aussi autorisé à exercer pour le compte de particuliers, « dans la mesure où ses travaux ne nuiront pas à son activité principale ».
Il arrive à Cayenne le 13 février 1951 par le bateau La Gascogne en provenance de Paris, où il résidait 16, rue Erlanger dans le 16e arrondissement.
Le ministère de l'Éducation nationale le charge des travaux d'entretien et des grosses réparations courantes des bâtiments civils de Guyane par arrêté du 19 février 1951. Il est également conseiller de l'enseignement technique à Cayenne. Par décision du ministère de la Reconstruction et de l'Urbanisme (MRU) du 23 décembre 1952, il est nommé inspecteur départemental de l'urbanisme, chargé de faire appliquer les préconisations nationales en matière d'urbanisme et d'architecture.
Boris Ziwès fait partie des premiers membres du conseil régional Guyane-Antilles de l'ordre des architectes (1953-1954).
À la suite d'une affaire de marché pour la construction de l'école de Tonnégrande, le préfet Robert Vignon met fin à ses fonctions d'architecte départemental à compter du 1er juin 1955. Ziwès est remplacé par Maurice de Lavigne Sainte-Suzanne, architecte martiniquais. Il poursuit son activité auprès de certaines communes dont il devient l'architecte communal (Montsinéry-Tonnégrande, Kourou).
Son cabinet privé d'architecte est situé 15, avenue Pasteur à Cayenne.
Parmi les édifices publics qu'il a dessinés, on peut citer :
- groupes scolaires primaires :
  - Malmanoury ;
  - Régina ;
  - Saint-Georges ;
  - Mana ;
  - Ouanary ;
  - Saint-Laurent-du-Maroni ;
  - Kourou ;
  - Sinnamary ;
  - Roura ;
  - Tonnégrande ;
  - Cayenne.
- collèges et lycées :
  - lycée Félix-Eboué (aujourd'hui collège Eugène-Nonnon), Cayenne ;
  - collège d'enseignement technique féminin Marchoux, Cayenne ;
  - collège d'enseignement technique de Cayenne (aujourd'hui lycée Max-Joséphine).
- établissements hospitaliers, sanitaires et sociaux :
  - dispensaires de Sinnamary ;
  - Saint-Georges (avec logement) ;
  - Régina (en collaboration avec Paul Winter) ;
  - dispensaire anti-hansénien de Cayenne ;
  - Institut Pasteur de Guyane, Cayenne (direction des travaux sur plans de Paul Winter) ;
  - maison du directeur de l'Institut Pasteur ;
  - caisse générale de sécurité sociale de Cayenne ;
  - hôpital Jean-Martial, Cayenne : aménagement du quartier psychiatrique et logement du médecin psychiatre, logement de l'économe.
- établissements sportifs et culturels :
  - bassin nautique scolaire de Cayenne ;
  - centre culturel laïc de Cayenne ;
  - stade scolaire de Cayenne ;
  - centres de vacances de Kourou et Montjoly.
- établissements de commerce : marchés couverts de Sinnamary et Kourou.
- établissements administratifs et logements de fonction :
  - hôtel particulier du secrétaire général de la préfecture, Cayenne (aujourd'hui direction des Transports de la Collectivité territoriale de Guyane) ;
  - garages et logements de la préfecture, Cayenne ;
  - nombreux logements de fonctionnaires des PTT et du Bureau minier guyanais, Cayenne[11],[10].
- logements sociaux : lotissement de la cité Sous-le-Vent (28 logements) pour la Société immobilière des Antilles-Guyane.

Il réalise de nombreux travaux d'entretien et de réparations sur des édifices publics.
Il répond au concours de projets-types pour les départements d'outre-mer en créant la maison Urubu, logement économique modulable. La maison Urubu rencontre les faveurs de Guyanais peu fortunés mais également d'habitants plus aisés qui l'utilisent comme logement de campagne.
Son principe architectural consiste en une structure en bois local montée sur pilotis en béton armé. L'ossature en bois est fermée par des panneaux en bois en module et par un bardage en planches jointes à demi-bois. Un escalier en béton permet d'accéder à une terrasse couverte, qui ouvre sur un living-room. Au centre de la maison, la cuisine et la salle de bain, dotées d'un évier égouttoir, d'une douche avec receveur en porcelaine, d'un lavabo avec tablette et porte-serviette et d'un WC à l'anglaise monobloc ; à l'autre extrémité, une à plusieurs chambres. Une lampe simple et deux prises de courant sont installées dans chaque pièce. La fosse septique, devenue obligatoire, est prévue sur plan. La couverture en tôle ondulée couvre des combles ventilés grâce à un châssis persienné, lui-même protégé de l'intrusion des insectes par des moustiquaires posées sur cadres en plastique.
Ziwès signe aussi les plans de maisons particulières.

### Martinique
En 1959, Ziwès décide d'ouvrir un second cabinet à Fort-de-France, PK 3 route de Didier. Dans les échanges qu'il a avec le préfet de Guyane, Dubois-Chabert, il explique que la baisse de la commande publique l'oblige à diversifier ses affaires. Il maintient son cabinet à Cayenne et se fait représenter par son collaborateur depuis six ans, le dessinateur Emmanuel Donnatien : « Il est bien entendu […] que je viendrai à Cayenne dès que le besoin s'en fera sentir et je ne vous cache pas, Monsieur le Préfet, que, s'il m'était permis d'avoir une situation meilleure en Guyane, ce serait avec joie que j'y reviendrais définitivement ».

## Récompenses et distinctions
Boris Ziwès est primé au concours des maisons individuelles destinées aux départements d'outre-mer. Il obtient le 2e prix du concours organisé par la Société immobilière des Antilles-Guyane (SIAG) pour la cité de relogement de Kourou (Guyane, 1965), le 1er prix du concours organisé par le ministère de la Défense pour l'état-major du général commandant supérieur des forces interarmées du groupe Antilles-Guyane au fort Desaix (Fort-de-France, 1966).
Il est nommé officier des Palmes académiques pour la construction de nombreux établissements scolaires et son implication dans l'enseignement technique. Il est reçu chevalier dans l'ordre national du Mérite en 1968.